# Cyclone
Pour les articles homonymes, voir Cyclone (homonymie).

Cyclone tropical Ivan, 7 septembre 2004.

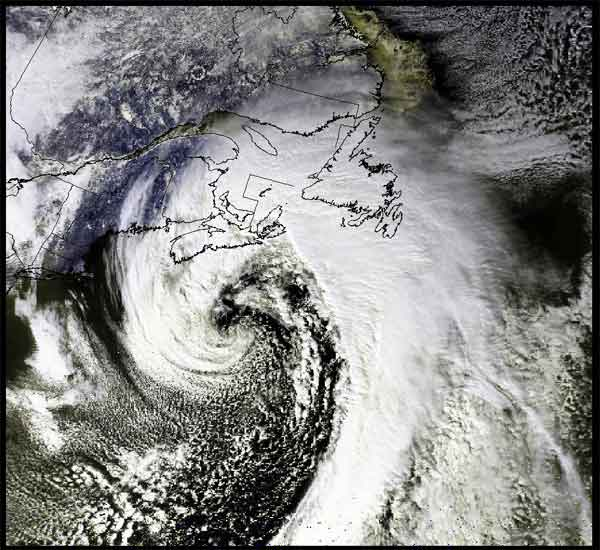
Cyclone extratropical qui a donné une tempête de neige en février 2004 sur les provinces de l'Atlantique du Canada.

Un cyclone (du grec kyklos, cercle) est un terme météorologique qui désigne une grande zone où l'air atmosphérique est en rotation autour d'un centre de basse pression local, donnant le plus souvent des nuages et des précipitations. Il s'agit également de « dépression » et de « système cyclonique ». Par extension, la circulation cyclonique est la direction que prendra le flux d'air autour d'une dépression ou d'un creux barométrique, soit anti-horaire dans l'hémisphère nord et horaire dans celui du sud,. Même si toute dépression peut être appelée un cyclone, ce terme est le plus souvent réservé à certains types particuliers de systèmes qui se forment au-dessus des eaux chaudes des mers tropicales, les cyclones tropicaux. On applique également le suffixe cyclone à certains phénomènes de très petites échelles où une rotation se produit.

## Origine du terme
Le substantif masculin,, « cyclone » est un emprunt à l'anglais cyclone,, substantif formé sur le grec κυκλῶν / kuklôn, participe présent de kukloun (« rassembler en tournant »). Le terme, appliqué aux cyclones tropicaux, a été forgé par le capitaine de marine anglais Henry Piddington (1797–1858) à la suite de ses études sur la terrible tempête tropicale de 1789 qui avait tué plus de 20 000 personnes dans la ville côtière indienne de Coringa. En 1844, il publia ses travaux sous le titre The Horn-book for the Law of Storms for the Indian and China Seas. Les marins du monde reconnurent la grande qualité de ses travaux et le nommèrent président de la Marine Court of Inquiry of Calcutta. En 1848, dans une nouvelle version agrandie et complétée de son livre The Sailor's Horn-book for the Law of Storms, ce pionnier de la météorologie compara le phénomène météorologique à un serpent s'enroulant en cercle, « kyklos » en grec, d'où cyclone.

## Caractéristiques générales
Le cœur du cyclone est une région de basse pression. Le gradient de pression entre le système et les zones de plus haute pression environnantes, engendre un déplacement d'air vers le centre. Plus la différence de pression est importante, plus les vents sont forts. Sous l'effet de la force de Coriolis, ces vents sont déviés vers la droite dans l'hémisphère nord (gauche dans celle du sud) ce qui donne une rotation de l'air autour du centre de basse pression. Ainsi les cyclones auront des sens de rotation différents selon l'hémisphère : dans le sens inverse des aiguilles d'une montre dans l'hémisphère nord et dans le sens horaire dans l'hémisphère sud. Comme la force de Coriolis est nulle à l'équateur et augmente en se dirigeant vers les pôles, la rotation ne peut être induite en général qu'à des latitudes de plus de 5 à 10 degrés. On ne retrouve donc pas de cyclones près de l'équateur.
Finalement, la trajectoire qu'empruntent les cyclones au cours de leur vie dépend de l'endroit où ils se trouvent. Les cyclones tropicaux vont suivre leur source d'énergie, les eaux chaudes, et le cisaillement des vents que leur imposent les systèmes météorologiques environnants. Les dépressions des latitudes moyennes et supérieures vont elles suivre en général le flux des vents d'altitudes, en particulier le courant-jet.

## Types
Il existe plusieurs types de cyclones suivant le lieu où ils se forment, leur source d'énergie et leur structure interne.

### Cyclones tropicaux

Boucle radar montrant l'arrivée de l'ouragan Katrina en Louisiane.

Les cyclones tropicaux comprennent les dépressions tropicales, les tempêtes tropicales et le stade supérieur qui est nommé « ouragan » dans l'Atlantique nord, le golfe du Mexique et l'est du Pacifique nord ou « typhon » dans l'ouest du Pacifique nord et la mer de Chine méridionale. Ils se forment au-dessus des eaux chaudes des mers tropicales et puisent leur énergie dans la chaleur latente de condensation de l'eau.
Plusieurs conditions sont nécessaires à la formation d'un tel cyclone, :
- la température de la mer doit être supérieure à 26 °C, sur une profondeur d'au moins 50 mètres, à l'endroit de la formation de la dépression qui deviendra cyclone.
- être suffisamment éloigné de l'équateur pour que la force de Coriolis puisse agir (5 à 10° de latitude).
- les vents aux différents niveaux de l'atmosphère doivent être de direction et de force homogènes dans la zone de formation du cyclone. Si les vents de haute altitude soufflent de manière très différente des vents de basse altitude, la formation du cyclone sera contrariée.

Le dégagement de chaleur latente dans les niveaux supérieurs de la tempête élève la température à l'intérieur du cyclone de 15 à 20 °C au-dessus de la température ambiante dans la troposphère à l'extérieur du cyclone. Pour cette raison, on dit des cyclones tropicaux qu'ils sont des tempêtes à « noyau chaud »,. Notons toutefois que ce noyau chaud n'est présent qu'en altitude - la zone touchée par le cyclone à la surface est habituellement plus froide de quelques degrés par rapport à la normale, en raison des nuages et des précipitations. L'intensité du cyclone est déterminée par la force du vent maximum qu'il engendre, car c'est le paramètre le plus facile à estimer et qui caractérise bien les destructions potentielles. Dans l'Atlantique Nord, on utilise comme critère le vent moyen sur une minute. Si le vent est inférieur à 34 nœuds (63 km/h), c'est une dépression tropicale. Si le vent est compris entre 34 et 63 nœuds (117 km/h), c'est une tempête tropicale, et le cyclone reçoit alors un nom. Si le vent soutenu dépasse 64 nœuds (118 km/h), c'est un ouragan, un typhon ou un cyclone (selon le bassin océanique). Des variations de cette classification sont utilisées dans le Pacifique et l'Océan Indien. L'échelle utilisée pour les cyclones tropicaux, incluant les ouragans, est l'échelle de Saffir-Simpson. Elle reprend la force des vents là où l'échelle de Beaufort s'arrête, soit Ouragan qui est Force 12 sur 12 dans l'échelle de Beaufort est égal à la Catégorie 1 de 5 sur l'échelle de Saffir-Simpson.
L’Organisation météorologique mondiale (OMM) a homologué début 2010 le record du vent le plus violent jamais observé scientifiquement, mais non relié aux tornades, de 408 km/h le 10 avril 1996 à l'Île de Barrow (Australie-Occidentale) lors du passage du cyclone Olivia. Le précédent record de 372 km/h observé scientifiquement datait d'avril 1934 au sommet du Mont Washington (New Hampshire) aux États-Unis.

### Cyclones extratropicaux

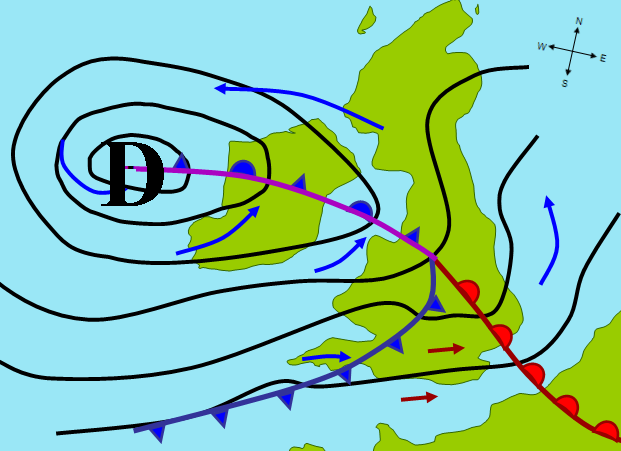
Carte météorologique fictive d'un cyclone extratropical affectant la Grande-Bretagne et l'Irlande.

Un cyclone extratropical, parfois nommé cyclone des latitudes moyennes, est un système météorologique de basse pression, d'échelle synoptique, qui se forme entre la ligne des tropiques et le cercle polaire. Il est associé à des fronts, soit des zones de gradients horizontaux de la température et du point de rosée, que l'on nomme aussi « zones baroclines ». Pour cette raison, ils sont dits à « noyau froid » car le centre du système se situe du côté froid des fronts et la tropopause plus basse (froide) que les régions à l'extérieur du système.
Les cyclones extratropicaux ont donc des caractéristiques différentes des cyclones tropicaux, et des cyclones polaires plus au nord, qui sont alimentés par la convection atmosphérique. Ils sont en fait les dépressions météorologiques qui passent quotidiennement sur la majorité du globe. Avec les anticyclones, ils régissent le temps sur la Terre, produisant nuages, pluie, vents et orages.

### Cyclones subtropicaux

Le cyclone subtropical Andrea de 2007 à son plus puissant.

Les cyclones subtropicaux sont des cyclones extratropicaux qui présentent certaines des caractéristiques des cyclones tropicaux, comme un cœur devenant chaud. Ils se forment généralement au-delà des tropiques, jusqu'à une latitude de 50° (nord et sud). En effet, on y retrouve une activité orageuse autour de son centre qui tend à lui former un cœur chaud mais on le retrouve dans une zone frontale faible. Avec le temps, la tempête subtropicale peut devenir tropicale.

### Cyclones polaires

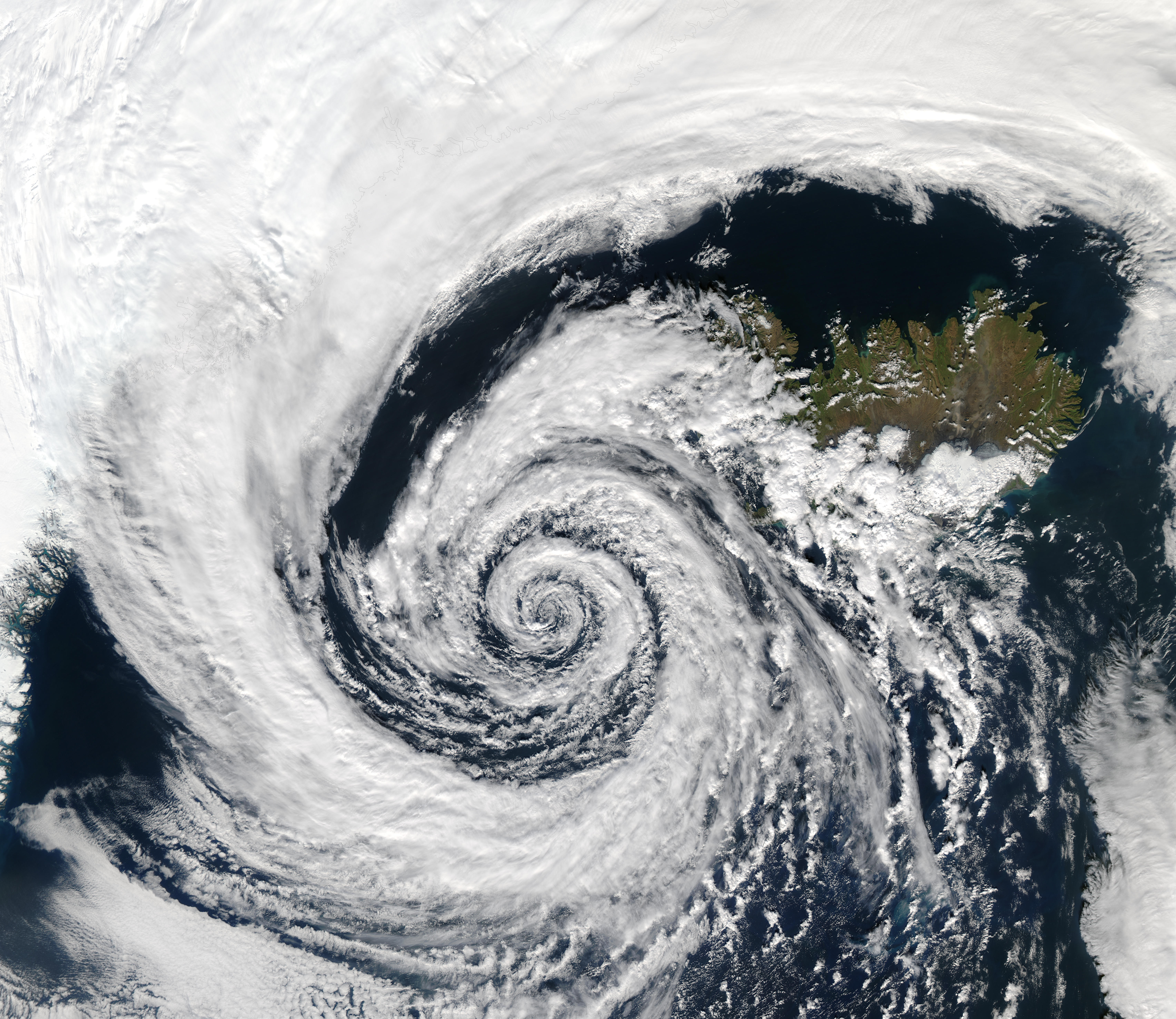
Un cyclone polaire sur l'Islande

Un cyclone polaire est un système dépressionnaire de large envergure passant dans les régions arctiques et antarctiques. Ce sont des systèmes de 1 000 à 2 000 km qui prennent naissance dans les hautes latitudes, zones où les contrastes thermiques sont importants le long du front arctique.

### Dépression polaire

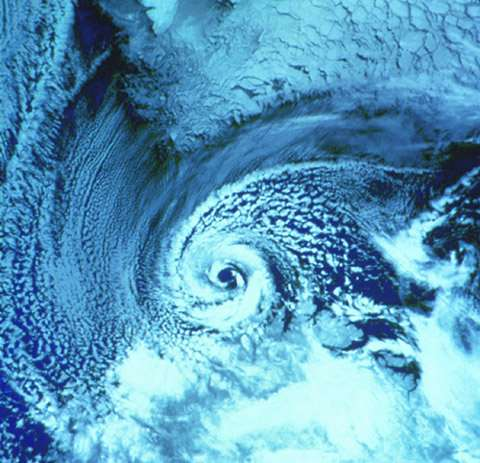
Dépression polaire sur la mer de Barents le 27 février 1987.

Un phénomène analogue aux cyclones tropicaux existe sur l'océan Arctique, qu'on appelle dépression polaire. Il s'agit d'une petite dépression qui se forme principalement en hiver dans une masse d'air polaire ou arctique située sur certaines mers des hautes latitudes dans les zones où la glace ne recouvre pas totalement la mer.
Ces dépressions peuvent être plus violentes que les cyclones tropicaux mais de taille plus réduites. Elles ont de 100 à 400 km de diamètre avec des vents de forces d'ouragans, se développant comme des bombes et durant une paire de jours seulement. Ces systèmes dépressionnaires prennent naissance dans les zones de contrastes thermiques importants comme à la bordure de la zone des glaces avec la mer ouverte alors que de l'air très froid passe en altitude. Elles peuvent donner des conditions de poudrerie et de blizzard très localisées.
Par contre, elles ont beaucoup moins d'impact puisque dans les régions polaires, la densité de population humaine et animale est très faible. Sur les images satellites, les nuages s'enroulent autour du centre comme pour un ouragan ou un typhon. Des sondes lâchées par des avions de recherche montrent un cœur chaud comme dans ces derniers.

### Dépression de méso-échelle

Évolution typique d'une ligne de grain en arc avec une circulation cyclonique à l'extrémité nord formant une virgule.

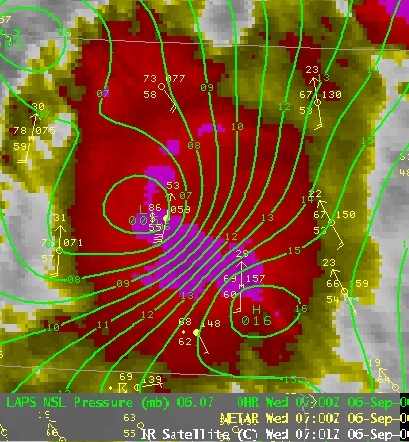
Une dépression dans le sillage.

Les dépressions de méso-échelle gamma et beta, de 20 à 200 km de diamètre, sont des centres de basse pression relative qui se forment devant et à l'arrière d'un système convectif de méso-échelle. Ces dépressions, de type mésovortex, sont si intimement associées avec les orages qu'elles évoluent en réaction au stade de développement des nuages convectifs et disparaissent quand ces derniers se dissipent.
L'extrémité nord d'une ligne de grain est communément appelée extrémité cyclonique et la partie sud tourne anticycloniquement comme sur l'image de gauche. En effet, le courant-jet de bas niveau est rabattu vers le sol à l'arrière de ces systèmes et en raison de la force de Coriolis, la circulation atmosphérique de l'extrémité nord peut évoluer en centre dépressionnaire « en forme de virgule », appelé dépression de méso-échelle, lorsqu'elle rencontre la circulation de surface à l'avant du système.
Une dépression dans le sillage est un autre type de zone dépressionnaire de méso-échelle à l'arrière d'une ligne de grain près du bord arrière de la zone de pluie stratiforme. En raison de l'air chaud subsidant associé avec leur formation, l'air s'y assèche et le ciel se dégage. Des vents violents peuvent être notés à cause de la différence pression entre la dépression et l'anticyclone de méso-échelle qui existe sous le courant descendant de l'orage. Lorsque la ligne de grains est en affaissement, un coup de chaleur peut être généré près de la dépression dans le sillage.

### Extrapolations du terme

#### Mésocyclones
Les mésocyclones ne sont pas des systèmes dépressionnaires mais plutôt une rotation imbriquée dans un orage (cumulonimbus). En effet, le changement des vents entre la surface et le sommet de la couche limite de friction de l'atmosphère (moins de 2 km d'épaisseur) donne une rotation horizontale des vents. Pensons à une gigantesque éolienne qui subirait plus de vents d'ouest à son sommet qu'à sa base, ses pales se mettent donc à tourner car celles du haut subissent une plus grande force que celles du bas. Le courant ascendant sous un orage va changer l'axe de cette rotation pour le rendre vertical. Lorsque cela se produit, on peut observer visuellement, ou sur les données Doppler d'un radar météorologique, que certaines parties du nuage sont en rotation.
Un mésocyclone n'est pas une tornade. Le resserrement de sa rotation, par des conditions particulières de circulation des vents autour de l'orage, peut cependant mener à la formation d'une tornade sous l'orage. Cela est identique à l'accélération de la rotation d'un patineur lorsqu'il ramène ses bras vers son corps.

#### Tornades

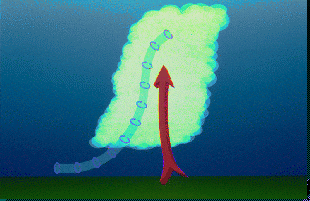
Basculement du vortex par le courant ascendant (source : NOAA).

Une tornade n'est pas un cyclone car elle n'est pas un système dépressionnaire. Elle est en fait un tourbillon de vents extrêmement violents, prenant habituellement naissance à la base des cumulonimbus, les nuages orageux, mais occasionnellement sous des nuages convectifs plus mineurs. Trois éléments sont nécessaires à la formation d'une tornade : un cisaillement des vents dans les premiers kilomètres de l'atmosphère, un courant ascendant important dû à la poussée d'Archimède dans une masse d'air instable et une configuration des vents de surface qui puisse servir à concentrer la rotation verticale. Un quatrième élément est utile mais pas toujours présent : un courant descendant dans les précipitations. Le cisaillement de bas niveau crée une rotation dans l'axe horizontal. Quand cette rotation entre en interaction avec un fort courant ascendant, l'axe horizontal peut basculer et devenir une rotation autour d'un axe vertical (image à gauche). La rotation sera concentrée ensuite par la circulation de surface, comme une patineuse en rotation qui ramène ses bras vers son corps. Les conditions qui ont mené à la formation d'une tornade sont en équilibre instable. Le courant ascendant, le cisaillement des vents et la friction varient grandement d'un endroit à l'autre à micro-échelle. L'orage lui-même modifie ces conditions par les mouvements verticaux de l'air qu'il engendre. Lorsque l'équilibre est rompu, la tornade faiblit et se dissipe.
Phénomène météorologique au pouvoir destructeur supérieur à celui d'un cyclone tropical, mais heureusement limité dans le temps et dans l'espace, les tornades génèrent les vents les plus forts qui existent à la surface du globe, éclatant sporadiquement et avec fureur, tuant chaque année plus de personnes que tout autre phénomène du genre. Les tornades sont classées selon les dégâts qu'elles provoquent et les vents qu'elles génèrent. L'échelle pour les classer était l'échelle de Fujita. Dernièrement l'échelle a été remodelée et s'appelle l'échelle de Fujita améliorée. Leurs diamètres peuvent varier de 20 m à plus de 2 km et laissent pour certains de très grandes traces visibles depuis l'espace.
Comme les différents types de cyclones mentionnés antérieurement sont associés avec une masse nuageuse qui peut contenir des orages, des tornades peuvent donc y être imbriquées. On les retrouve le plus souvent dans les cyclones extratropicaux mais les cyclones tropicaux produisent également des tornades, en particulier à leur bordure externe après avoir touché terre car la friction y crée le cisaillement nécessaire,,,.

## Protection et prévention
On ne peut totalement se protéger des effets des cyclones violents, en particulier de ceux des cyclones tropicaux. Cependant, en zone à risque, un aménagement adapté et prudent du territoire peut permettre de limiter les dégâts humains et matériels dus aux vents, aux précipitations et aux inondations. Une architecture offrant moins de prise au vent, l'absence de construction en zones humides, des réseaux électriques enterrés et isolés de l'eau, le maintien ou la restauration de zones humides tampon, et de mangroves et forêts littorales, la préparation des populations, des antennes et éoliennes qu'on peut « coucher » le temps de la tempête, etc. peuvent y contribuer.
En 2008, la FAO a par exemple estimé que si la mangrove du delta d’Ayeyarwady (Birmanie), existant avant 1975 (plus de 100 000 hectares), avait été conservée, les conséquences du cyclone Nargis auraient été au moins deux fois moindres. On peut également comparer les faibles dégâts engendrés en général par des tempêtes de neige ou des ouragans le long de la côte est des États-Unis avec ceux énormes des systèmes équivalents en Asie, pour pointer la différence notable de préparation et d'équipements entre les deux régions.